# 七面体
七面体（しちめんたい、ななめんたい、英: heptahedron）とは、7つの面からなる多面体である。
五角柱や六角錐は多くの人が知る七面体であるが、七面体は他にも様々な形状のものがあり、凸七面体だけでも34種類のトポロジー的に異なるものが存在する。
ジョンソンの立体の中では正三角錐柱のみが当てはまる。
環状多面体としては、1977年に発見されたシラッシの多面体がある。
面どうしの自己交差を許せば、一様多面体（無限系列を除いた場合）では四面半六面体のみが当てはまる。

## 主な七面体

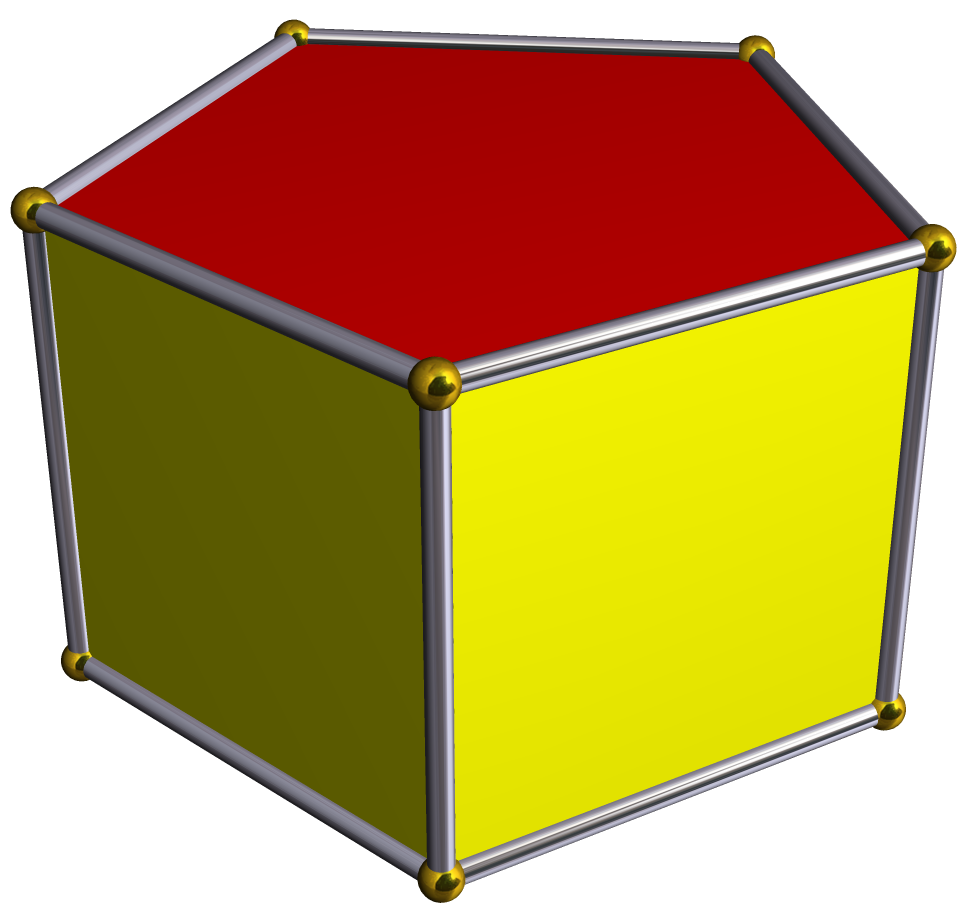
五角柱（アルキメデスの正五角柱）
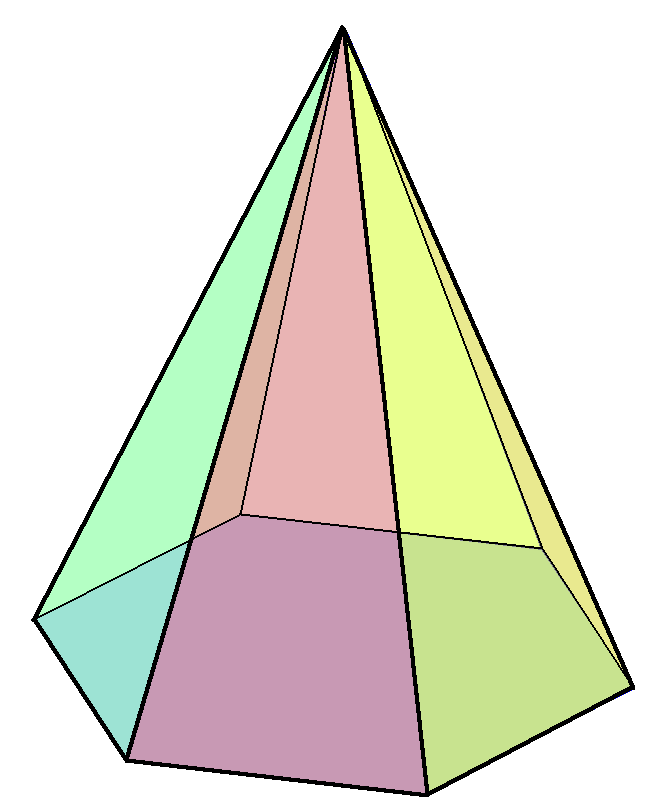
六角錐
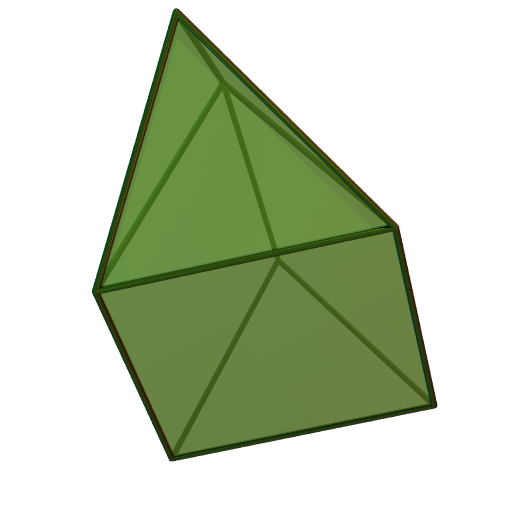
正三角錐柱
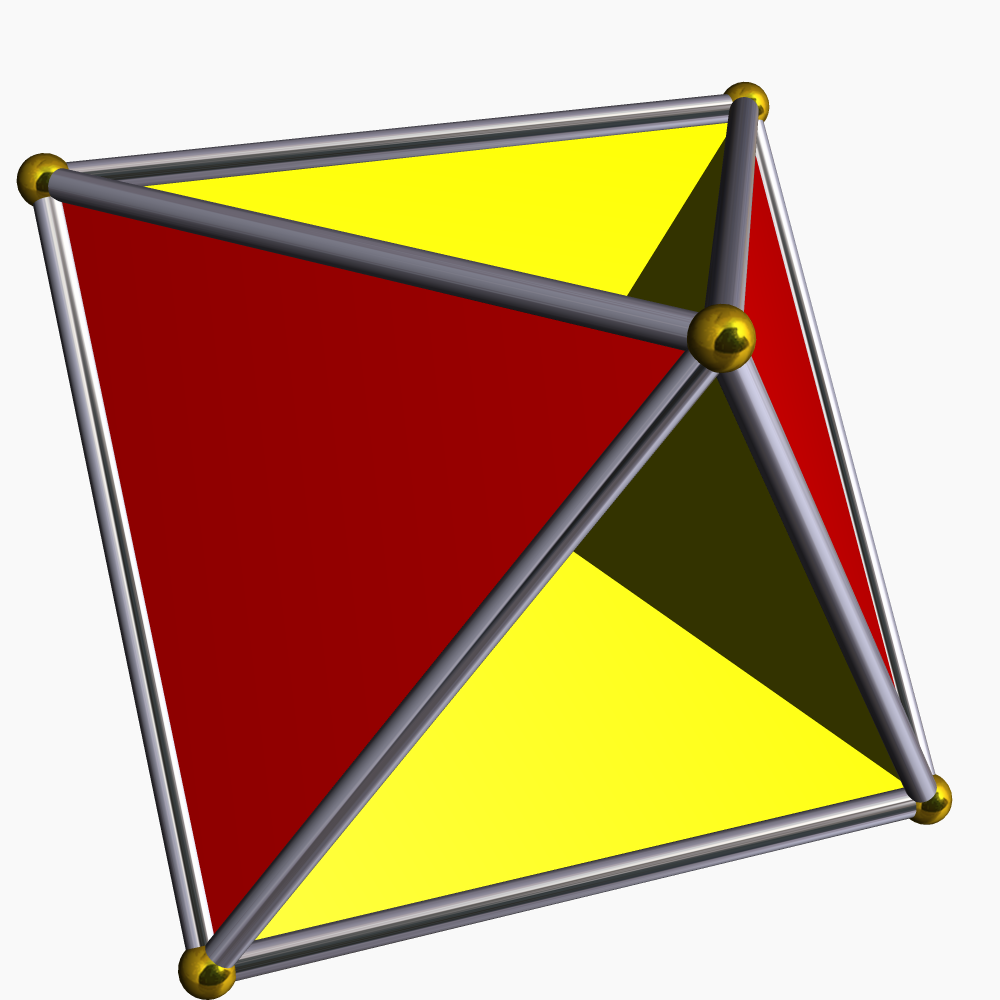
四面半六面体
シラッシの多面体